# Rachid Harkouk
Rachid harkouk (arabe : رشيد حركوك) (né le 19 mai 1956 à Chelsea en Angleterre) est un footballeur international algérien qui évoluait au poste d'attaquant.
Il compte cinq sélections en équipe nationale entre 1985 et 1986.

## Biographie

### Carrière en club
Rachid Harkouk joue en faveur des clubs de Crystal Palace, Queens Park Rangers et Notts County.
Il dispute 218 matchs au sein des championnats anglais, inscrivant 62 buts.  Il réalise sa meilleure performance lors de la saison 1984-1985, où il marque 15 buts en deuxième division avec le club de Notts County.

### Carrière en sélection
Rachid Harkouk joue cinq matchs en équipe d'Algérie, sans inscrire de but, entre 1985 et 1986.
Il figure dans le groupe des sélectionnés lors de la Coupe du monde de 1986. Lors du mondial organisé au Mexique, il joue deux matchs : contre l'Irlande du Nord, et l'Espagne.

## Palmarès
Notts County
- Championnat d'Angleterre D2 :
  - Vice-champion : 1980-81.

- Coupe anglo-écossaise :
  - Finaliste : 1981.